# UFC Fight Night: Gustafsson vs. Teixeira
UFC Fight Night: Gustafsson vs. Teixeira (também conhecido como UFC Fight Night 109) foi um evento de artes marciais mistas (MMA) produzido pelo Ultimate Fighting Championship, realizado no dia 28 de maio de 2017, no Ericsson Globe, em Estocolmo, Suécia.

## Background
Relatórios preliminares indicaram que o evento ocorreria na recém-inaugurada Royal Arena, em Copenhaga, marcando a primeira visita da promoção na Dinamarca. No entanto, em 28 de fevereiro, a organização anunciou que o evento seria em Estocolmo.
Um combate no peso-meio-pesado entre os ex-desafiantes ao título, Alexander Gustafsson e Glover Teixeira, é esperado para servir como a atração principal. O embate foi programado previamente para encabeçar o UFC Fight Night 69, em junho de 2015. Contudo, Gustafsson saiu da luta devido a lesão. Glover Teixeira é considerado azarão nas casas de apostas.
Magnus Cedenblad enfrentaria Chris Camozzi neste evento. Todavia, Cedenblad foi removido do card em 27 de março, e foi substituído por Trevor Smith.
Emil Weber Meek enfrentaria Nordine Taleb no evento. Mas, Meek retirou-se da luta, em 12 de maio, citando lesão. Meek foi substituído pelo novato na promoção, Oliver Enkamp.
Uma luta no peso-pesado entre Christian Colombo e Damian Grabowski estava prevista para acontecer neste evento. No entanto, o combate foi desfeito, visto que ambos os lutadores sofreram lesões nas semanas que antecederam o evento.
Mairbek Taisumov enfrentaria Joaquim Silva no evento. No entanto, Taisumov saiu da luta em 16 de maio, citando uma lesão no joelho. Ele foi substituído por Reza Madadi.

## Bônus da Noite
Os lutadores receberam $50.000 de bônus
- Luta da Noite:  Alexander Gustafsson vs.  Glover Teixeira
- Performance da Noite:  Bojan Veličković e  Damir Hadžović